# صوفايا (بوسانسكي بتروفاتس)
صوفايا (بالبوسنوية: Suvaja)‏ هي قرية في البوسنة والهرسك. وهي تقع على أراضي بلدية بوسانسكي بتروفاتس التابعة لكانتون يونا-سانا في اتحاد البوسنة والهرسك. طبقا لنتائج تعداد البوسنة عام 2013 فقد كان عدد سكانها 112 نسمة.

## التركيبة السكانية

### التطور التاريخي للسكان
| 1961 | 1971 | 1981 | 1991 | 2013 |
| ---- | ---- | ---- | ---- | ---- |
| 733  | 616  | 446  | 315  | 112  |

### المجتمع المحلي
في عام 1991 كان المجتمع المحلي للقرية يتألف من 541 نسمة وهم موزعون على النحو التالي: